# Joshio Nishina
Joshio Nishina (japanski: 仁科 芳雄; Satoshō, 6. prosinca 1890. – Tokijo, 10. siječnja 1951.), japanski fizičar, utemeljitelj modernih fizikalnih istraživanja u Japanu. Zajedno s Oskarom Kleinom, 1928. godine je derivirao poznatu Klein-Nishininu formulu, koja objašnjava raspršivanje fotona iz jednog slobodnog elektrona. Nishina je bio glavni istraživač pri RIKEN-u, a odgojio je i generacije japanskih znanstvenika, među kojima i dvojicu nobelovaca, fizičare Hidekija Jukavu i Shin'ichira Tomonagu. Tijekom Drugog svjetskog rata, Nishina je bio voditelj japanskog nuklearnog programa. Krater Nishina na Mjesecu, nazvan je u njegovu čast.

## Životopis
Joshio Nishina je rođen 6. prosinca 1890. u mjestu Satoshō, prefektura Okajama. Godine 1918., diplomirao je pri Carskom sveučilištu u Tokiju. Nakon diplomiranja, postao je dio kadra Instituta za fizikalna i kemijska istraživanja (današnji RIKEN). Godine 1921. poslan je u Europu radi istraživanja. Prilikom boravka u Europi, posjetio je nekoliko sveučilišta i institucija, među kojima su Cavendishov laboratorij, Sveučilište Georga Augusta u Göttingenu i Sveučilište u Kopenhagenu. Tijekom boravka u Kopenhagenu, surađivao je s Nielsom Bohrom, s kojim se i sprijateljio. Godine 1928., zajedno s Oskarom Kleinom, napisao je rad o nekoherentnom, odnosno Comptonovom raspršivanju iz kojeg su derivirali Klein-Nishininu formulu.
U Japan se vratio 1929. godine te je ustrajao u stvaranju okruženja za proučavanje kvantne mehanike. Godine 1931., u sklopu tadašnjeg Instituta za fizikalna i kemijska istraživanja, utemeljio je Nishinin laboratorij te pozvao brojne zapadne znastvenike, poput Heisenberga, Diraca i Bohra, kako bi stimulirali japanske znanstvenike. Njegov se rad temeljio na kozmičkim zrakama i izradi čestičnog akceleratora, radi čega je na RIKEN-u izradio nekoliko ciklotrona. Pri svom radu na kozmičkim zrakama je, neovisno od Andersona i drugih, otkrio mion. Tijekom 1939. i 1940. godine, otkrio je izotop uranij-237 te odradio pionirske studije na polju simetrične fisije koja se odvija prilikom neutronskog zračenja uranija. Tijekom Drugog svjetskog rata, veći dio njegova laboratorija je uništen, uključujući i opremu, koja je uglavnom bila odbačena ili ju je bilo potrebno ponovo izraditi.
Godine 1946., car Hirohito je Nishini uručio Orden kulture. Nishina je preminuo 10. siječnja 1951. od posljedica raka jetre.